# Játékszer (Fekete tükör)
A Játékszer a Fekete tükör című brit sci-fi sorozat harmincegyedik epizódja, amit a sorozat showrunnere, Charlie Brooker írt és David Slade rendezett. 2025. április 10-én mutatta be a Netflix, a hetedik évad többi részével egyszerre. A történet főhőse egy korábbi videojáték-újságíró, aki a rendőrök előtt felfedi, hogyan ölt meg valakit még az 1990-es években. A sztoriban szerepel Asim Chaudhry és Will Poulter is, akik újra eljátsszák a "Bandersnatch" című epizódban alakított karakterüket, noha az epizód nem folytatása annak.

## Cselekmény
Cameron Walkert bolti lopáson kapják. Amikor a rendőrség kiérkezik a helyszínre, kiderül, hogy gyilkosságért is körözik, méghozzá egy beazonosítatlan személy ügyében. Miután beviszik kihallgatásra, Cameron elkezdi elmesélni a múltját, hogyan vezettek az események idáig.
Fiatal felnőttként a PC Zone nevű játéklap újságírója volt. Írásai felkeltették a figyelmét a különc játékfejlesztőnek, Colin Ritmannek a Tuckersofttól, aki ezért meghívta őt egy személyes találkozóra. Colin bemutatta neki saját fejlesztésű programját, a Tumultagokat, amely atipikus volt a tekintetben, hogy nem volt benne konkrét cél vagy konfliktus. A játékosnak csak annyit kellett tennie, hogy nevelgesse a program által generált lényeket, amelyek Colin szerint teljesen digitális életformák. Cameron elviszi magával a program másolatát, feltelepíti a gépére, és teljesen a rabjává válik.
Lump, a néhanapján Cameronnál tanyázó drogdíler egy nap azzal állít be, hogy nyaljanak el egy-egy LSD-bélyeget. Cameron ennek hatása alatt fedezi fel, hogy képessé vált arra, hogy megértse a kreatúrák nyelvét, és kötődést alakít ki velük. Állítása szerint ők lediktálták neki, hogy mi mindenre van szükségük, ő pedig megvásárolta a saját számítógépéhez ezeket a bővítéseket, hogy kommunikálni tudjon velük. A beszélgetések a Tumultagok kommunikációs képességeit is javították.
Több hét elteltével Cameront felhívja a főnöke, hogy most azonnal le kellene adnia a programról írt cikkét, ami egyáltalán nincs kész. Bemegy a munkahelyére, miközben összevissza hallucinál, és csupa zagyvaságot gépel le. Az az egy szerencséje, hogy mint kiderül, Colin újra idegösszeomlást kapott és törölte a Tumultagokat a Tuckersoft összes számítógépéről, így már nincs miből cikket írni. Cameron hazaindul, eközben pedig Lump felébred és meglátja a játékot. Szórakozottan elkezdi legyilkolászni különféle módokon a kis lényeket, amit mikor Cameron felfedez, dührohamot kap, rátámad Lumpra és megöli őt. Feldarabolja a holttestét és megpróbálja elrejteni egy bőröndben, amit később megtalál a rendőrség és így jutnak el hozzá.
A következő években Cameron folyamatosan fejlesztette a számítógépét, hogy a lények fejlődhessenek és egy egészen elképesztő számítógépszörnyet épített belőle. Sőt a lények kérésére egy csatlakozót is épített a fejébe, amin keresztül a Tumultagok a tudatába is bejuthattak és eggyé válhattak vele.
A kihallgatás során visszatérő elem, hogy a nyomozó hiába próbálja kiszedni Cameronból, hogy kinek a holtteste volt a bőröndben, ő mindig csak papírt és tollat kért, hogy rajzolhasson. Végül beleegyeznek és meg is kapja, ő azonban a lapra egy különös kódot rajzol, amit felmutat a helyiségben található kamerának, amely kapcsolatban van a központi kormányzati szerverekkel. Cameron elmagyarázza, hogy a kódnak hála a Tumultagok képesek lettek bejutni a központi szerverbe és hozzáférni a vészhelyzeti kommunikációs csatornákhoz. Amikor ez végbemegy, fülsértő hang hallatszik, amely Cameron elmondása szerint az emberek agyának átprogramozása, hogy megszabaduljanak a konfliktusoktól és forradalmasítsák az emberi életet. Amint a jel sugárzása véget ér, Cameron mosolyogva segít feltápászkodni a földön fekvő kihallgatótisztnek.

## Szereplők
| Szereplő       | Színész            | Magyar hang     |
| -------------- | ------------------ | --------------- |
| Cameron Walker | Peter Capaldi      | Tarján Péter    |
| Fiatal Cameron | Lewis Gribben      | Jéger Zsombor   |
| Kano           | James Nelson-Joyce | Fehér Tibor     |
| Minter         | Michele Austin     | Kocsis Mariann  |
| Colin Ritman   | Will Poulter       | Szabó Máté      |
| Lump           | Josh Finan         | Rékasi Szabolcs |
| Gordon         | Jay Simpson        | Sztarenki Pál   |
| Yvonne Best    | Ami Tredrea        | Bittner Anett   |
| Mohan Thakur   | Asim Chaudhry      | Törköly Levente |
| Mo Raiker      | Darryl Foster      | Rada Bálint     |

## Készítése
Brooker számára a fő inspirációja a fiatalkori tamagocsi-függősége volt, valamint az 1996-os "Creatures" című számítógépes játék. Ez utóbbit még tesztelhette is és cikket ír belőle akkor, amikor a PC Zone újságírója volt.
Az epizódban látható program, a Thronglets a hetedik évaddal egyszerre vált elérhetővé. A Night School Studio fejlesztette, és még 2023-ban megkezdték, amikor a forgatókönyv még nem volt egészen készen, így hatással lehetett a végső cselekményre is.

## Forráshivatkozások
1. ↑  Breaking down the adorably menacing 'Plaything' Throng's transmission in 'Black Mirror' (angol nyelven). EW.com. (Hozzáférés: 2025. április 15.)
2. ↑  "The best Black Mirror episode in years": Charlie Brooker reveals secret harrowing inspiration to 'Plaything' (brit angol nyelven). Cosmopolitan, 2025. április 10. (Hozzáférés: 2025. április 15.)
3. ↑  Weprin, Alex: How Netflix Turned a Terrifying ‘Black Mirror’ Plot Device Into a Real-Life Video Game (amerikai angol nyelven). The Hollywood Reporter, 2025. április 10. (Hozzáférés: 2025. április 15.)

## Fordítás
Ez a szócikk részben vagy egészben  a   Plaything (Black Mirror című angol Wikipédia-szócikk ezen változatának fordításán alapul.  Az eredeti cikk szerkesztőit annak laptörténete sorolja fel. Ez a jelzés csupán a megfogalmazás eredetét és a szerzői jogokat jelzi, nem szolgál a cikkben szereplő információk forrásmegjelöléseként.